# تشارلي سنيدون
تشارلي سنيدون (بالإنجليزية: Charlie Sneddon)‏ (10 يونيو 1930 في المملكة المتحدة - 1992) هو مدرب كرة قدم ولاعب كرة قدم بريطاني في مركز الدفاع. لعب مع نادي ستنهاوسموير وأكرينجتون ستانلي ‏ وPadiham F.C. ‏.